# أحمد مرتضى منصور
أحمد مرتضى منصور هو عضو مجلس إدارة نادى الزمالك وسياسي مصري، كان عضو في مجلس النواب المصري من (2017 - 2018). أحمد مرتضى منصور هو الابن الأكبر لمرتضى منصور.  كذلك كان يشغل منصب مدير الكرة بنادى الزمالك منذ العام 2017 وحتى العام 2020.

## المسيرة في نادي الزمالك
كان احمد مرتضى منصور رئيس الكرة في نادي الزمالك منذ العام 2015 حتى العام 2005 كما تولى في العام 2001 منصب نائب رئيس نادي الزمالك حتى العام 2005.

## حياته
هو من مواليد حي شبرا بالقاهرة وأصله من محافظة الدقهلية.